# Grodziec
Grodziec [pronunciación en polaco: /ˈɡrɔd͡ʑet͡s/] es un pueblo ubicado en Distrito de Konin, Voivodato de Gran Polonia, en el oeste de Polonia central. Es el asiento del gmina (distrito administrativo) llamado Gmina Grodziec. Se encuentra aproximadamente a 25 kilómetros al suroeste de Konin y a 89 kilómetros al sureste de la capital regional Poznań.
El pueblo tiene una población de 1,400 habitantes.